# Bryum algovicum
Bryum algovicum ist ein Moos aus der Gattung der Birnmoose (Bryum).

## Merkmale
Die Pflanzen werden bis 1 cm hoch. Die Stämmchen sind rosettig beblättert, haben einen Rhizoidfilz und bilden dichte Rasen. Die Blättchen sind lanzettlich und haben einen breiten Blattsaum aus verlängerten Zellen. Der Blattrand ist umgerollt. Das Zellnetz der Blättchen ist rhombisch. Die Blattrippe endet in einer gezähnten Spitze. 
Die Kapsel ist verlängert eiförmig, nickt und steht auf einer 1 bis 2 cm langen, bräunlichen Seta. 
Die Art ist sehr formenreich und neigt zur Hybrid-Bildung mit anderen Arten. Von ähnlichen Arten unterscheidet sie sich durch das innere Peristom mit zahlreichen Längswänden.

## Vorkommen
Die Art ist in Eurasien und Nordamerika heimisch und verbreitet. Das Artepitheton weist auf Vorkommen im Allgäu hin. Sie wächst auf Sandböden und in Mauerspalten.

## Belege
- Jan-Peter Frahm, Wolfgang Frey: Moosflora (= UTB. 1250). 4., neubearbeitete und erweiterte Auflage. Ulmer, Stuttgart 2004, ISBN 3-8252-1250-5.